# Puerta del Sol
La Puerta del Sol è una delle piazze più importanti e famose di Madrid. Rappresenta il km 0 della rete stradale della Spagna ed è il centro delle celebrazioni nazionali la notte del 31 dicembre con il famoso orologio che batte i 12 rintocchi (le campanadas).
Sin dalla nascita della capitale spagnola, la piazza è stata il salotto di città e la culla prima di ogni attività commerciale, culturale, amministrativa di Madrid, di cui oggi rappresenta un simbolo noto agli occhi del mondo anche per aspetti più profani, come la grande insegna luminosa dello sherry Tio Pepe che domina l'intera piazza.

## Storia

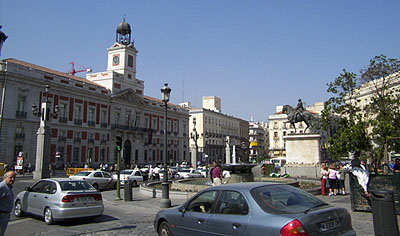
Plaza de Puerta del Sol, cuore di Madrid: il Palazzo delle poste e la statua di Carlo III

Puerta del Sol è tra i luoghi più antichi di Madrid: nacque già nel XV secolo, contestualmente alla fondazione della nuova capitale di Spagna, che subentrò a Toledo. Originariamente, vi sorsero degli edifici governativi, che ne fecero il punto focale della vita cittadina madrilena, eretti attorno alla famosa porta esistente fin dal XII secolo, al di là della quale vi erano villaggi agricoli in crescente espansione. Puerta del Sol assunse al ruolo di centro della vita cittadina sempre di più nei secoli a venire, affermandosi come il luogo d'incontro preferito dei madrileni. Nel Settecento vi si innalzarono edifici di grande imponenza ed eleganza, tra cui spicca il Palazzo delle Poste, grandiosa costruzione che ancor oggi svetta sulla piazza, oggi sede del governo della Comunità autonoma di Madrid. Per i numerosi turisti, Puerta del Sol è un punto di riferimento fondamentale nelle visite alla capitale spagnola, non solo per le sue bellezze artistiche ma soprattutto per la sua preminente centralità; la movida madrileña verte senz'altro su Puerta del Sol, la zona notturna più viva del centro storico, che di solito, giunta sera, si spopola a favore delle aree più vivaci e meno turistiche.

## Luoghi d'interesse

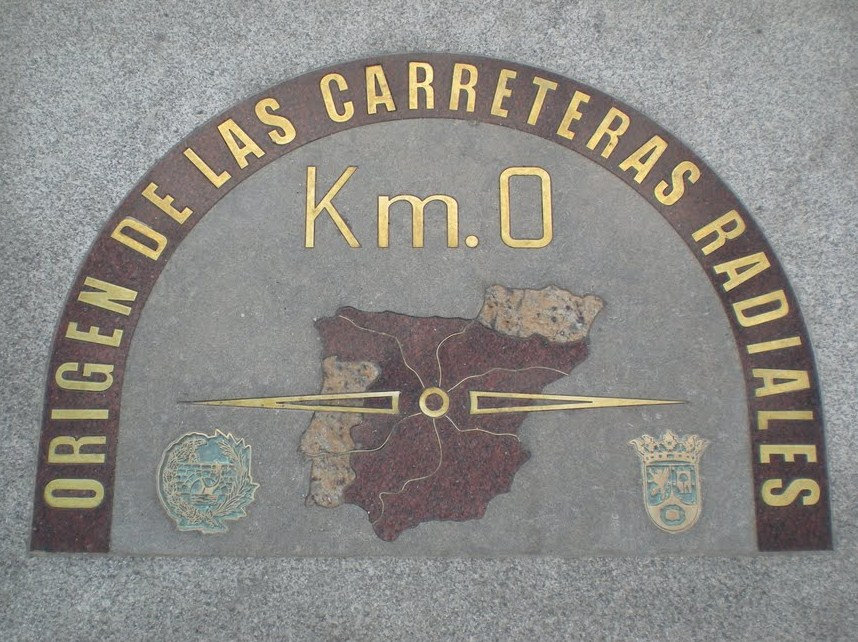
Chilometro zero delle strade di Spagna, a Puerta del Sol

Dominata, come tutte le maggiori piazze madrilene, da moderne e potenti fontane dal getto spettacolare, e dotata di siepi ordinate, la Plaza de Puerta del Sol è circondata e intrisa di alcuni dei più conosciuti e fortemente tipici simboli associati a Madrid e alla Spagna nel mondo intero. Tra questi, indubbiamente, vi è il palazzo nobiliare sul cui terrazzo era montata la gigantesca insegna luminosa di Tio Pepe, un'icona commerciale, quasi, per le genti della capitale, usata per pubblicizzare una qualità di sherry; essa è stata restaurata nel 2011 per tornare visibile tre anni dopo. La grande piazza, di inconsueta forma allungata, è inoltre dominata dal Palazzo delle Poste; il suo orologio, il 31 dicembre, scandisce il rito delle 12 campanadas. Famosa è pure la grande statua di Carlo III di Spagna, oltre naturalmente alla porta stessa.

## Il rito dellecampanadas
Un suggestivo rito scandisce l'arrivo del nuovo anno a Puerta del Sol. Poco prima della mezzanotte, un enorme carillon scende dall'orologio del Palazzo delle Poste, successivamente vengono scanditi prima i cuartos (4 doppi rintocchi), poi le campanadas, cioè un rintocco ogni 3 secondi nel quale va mangiato un chicco d'uva e alla fine si accende l'insegna luminosa Feliz XXXX che dà il via al nuovo anno.
Dal 1962 tale rito è trasmesso in diretta tv prima da TVE poi dalle altre reti, ma solo dagli anni '90 esso prevede anche dei conduttori; nel 1997 è stato condotto per TVE da Raffaella Carrà, chiamata all'ultimo minuto ad affiancare uno dei conduttori storici dell'evento, Ramón García.
Per festeggiare il 2019, per la prima volta l'orologio, dopo aver scandito i rintocchi per la penisola e le Baleari, è stato riportato indietro di un'ora per celebrare l'arrivo del nuovo anno nelle Canarie.